# Cuchilla de Hospital
La Cuchilla de Hospital, es una cuchilla o cadena de lomadas de baja altura que se encuentra en los departamentos de Rivera y Tacuarembó en la zona noreste de Uruguay.
Sus suaves lomadas, no superan los 300 m de altura, y se encuentran en cercanías de la cuchilla de Santa Ana de la cual se desprende. 
Las cuchillas son el producto de procesos de erosión fluvial, los cuales han operado desde fines de la era secundaria, dejando conformadas las lomadas en un proceso que ha sido marcado por un cierto ascenso del basamento cristalino de rocas antiguas y granitos. 